# Didymodon spathulatolinearis
Didymodon spathulatolinearis är en bladmossart som beskrevs av Brotherus 1902. Didymodon spathulatolinearis ingår i släktet lansmossor, och familjen Pottiaceae. Inga underarter finns listade i Catalogue of Life.